# 北海道の神社の歴史
本項では北海道の神社、神社行政について、主に歴史的な観点から概説する。
明治の神仏分離以前は神道と仏教は混淆しており、古い寺社について仏寺と神社を明確に弁別することはできない。例えば現在は厳島神社と称する神社の多くは、仏教的な弁天堂や弁天社と呼ばれていた。後述する脇澤山神社の鰐口には弥陀信仰の銘が刻まれている。
ここでは神仏分離後に神社として存立したものを神社とみなし、神仏分離以前のものについても「神社」と表現する。

## 北海道と松前地・蝦夷地
戦国時代から江戸時代には、北海道の南部で和人による支配地（松前藩）が確立した。歴史的観点から、北海道を「松前地（和人地、口蝦夷、旧開地）」と「蝦夷地（奥蝦夷、新開地）」に分ける考え方もある。この考え方は一般に普及した分け方とは言えないとしても、北海道の歴史を概観する上では便利である。松前藩の支配地域は時代によって大きく変わっているため、どこまでを「松前地」とするかは厳密には注意を要するが、ここでは概ね道南の和人地の意味で「松前地」といい、それ以外の地域を狭義の「蝦夷地」とする。
北海道は冷涼な気候ゆえに稲作に適さず、松前藩では米による石高制のかわりに、主に海産物の収入に基づく知行を行なった。これはアイヌとの交易によって行われ、北海道の沿岸部には「場所」と呼ばれる交易拠点が設けられた。江戸時代の中期には、商人が場所を独占して交易を行う場所請が制度化された。これらを通じて、（狭義の）蝦夷地にも和人の集落ができるようになり、各地にも神社が設けられた。
江戸時代の後期には、ロシアの南下政策への対抗上、幕府による北海道の直轄が試みられた。このため、松前藩の支配地・幕府の支配地・（狭義の）蝦夷地の範囲は19世紀にしばしば変更されている。この時期に蝦夷地警護のために武士団が北海道の各地に派遣され、彼らによって神社が創建された。
明治になると、開拓者が北海道各地に入植するようになり、彼らによって神社が建立された。やがて、これらの諸社は国家神道の観点から体系化される。

## 草創期の神社

### 概要
道南（＝旧和人地＝旧開地）では遅くとも中世には和人によって神社が創建されていたと考えられている。
これらの神社の多くは道南の漁業拠点に集中し、神道や密教が混淆して山岳信仰や岬信仰が主体的だった。これらの神社は松前神楽などに象徴される独自の文化を擁し、後の北海道開拓時代に新たに創建された神社とは一線を画すことになる。

### 草創期
和人がいつ頃から蝦夷地へ入ったのは定かではないが、道南の沿岸地方には創立年代が不詳の古社が多い。古いものでは、平安時代に奥州藤原氏の残党が渡島へ渡り神社を建立したという説もあるが、鎌倉時代か、遅くとも室町時代には神社が建立されていた事が確実視されている。
以下に、北海道最古の神社とみられるものを挙げる。
- 意冨比神社（おおひ-、おおい-） 旧大日堂[8]。道南の北斗市にある神社。箱館戦争の激戦地として知られている。平安時代の康平三歳（1060年）の銘が入る鰐口を有する。明暦2年（1656年）に再建されたという記録はあるが、創建年代は不詳である。仮に1060年創建とすると、北海道最古の神社となる[9][2]。ただしこの鰐口については、形態が江戸時代後期のものと一致するため後代に制作されたものとする見解もある[10]。
- 船魂神社 道南・函館にある神社。幕末に蝦夷地を探検した幕吏市川十郎の著『蝦夷実地検考録』では保延元年（1135年）創建と伝えている[2][11][9]。
- 刈田神社 道央・登別の神社。社伝によると平安時代末期に建てられた祠が起源であり、天明6年（1786年）になって再建されたという[12]。
- 姥神大神宮 道南・江差の神社。社伝によれば建保4年（1216年）の創建。アイヌ起源説があり[13]、その場合は年代は不詳だが蝦夷地で最古の起源をもつ神社ということになる[14]。

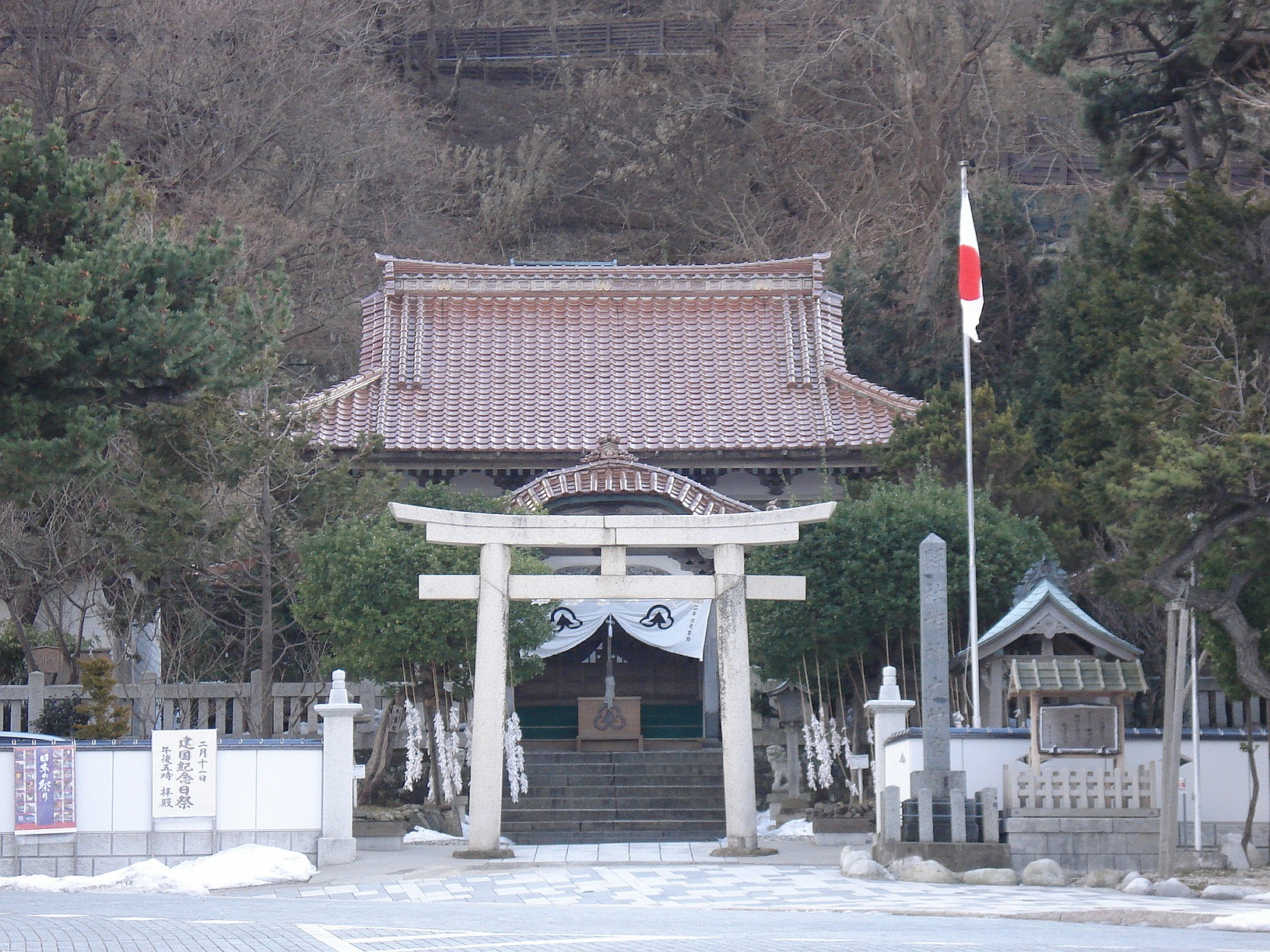
北海道最古の神社の一つ姥神大神宮

- 湧元神社 道南・渡島の知内町の神社。延応元年（1239年）の創祀と伝わる。付近の知内川では砂金が採れ、元久2年（1205年）7月23日に金山祭を行ったという記録[要検証 – ノート]がある[15]。
- 雷公神社（らいこう-） 道南・渡島の知内町にある神社。寛元2年（1244年）の創建と伝わる。最上徳内の著『東蝦夷道中記』では、応永11年（1404年または1405年）の銘が入る鰐口があったと書かれている。北海道最古の神社と考えられていた[6]。神社ではないが知内町には同年の鰐口を有する温泉薬師堂もある。
- 脇澤山神社 道南・函館にあった神社。永享11年（1439年または1440年）の銘が入る鰐口を有していた。旧石崎村の村史では永享元年（1429年）の創建と伝えている。脇澤山神社は寛政年間（18世紀末）に廃れたが、文化10年（1813年または1814年）にこの鰐口が土中から発見され、亀尾村の（石崎）八幡神社に奉納されて、神社前に掲げられていた[15]。明治9年（1876年）の明治天皇の巡幸の際に、北海道最古の鰐口として天覧に供された。少なくとも15世紀中頃には蝦夷地に神社があった事を示す確実な証拠と考えられている[7][6]。現在は北海道指定文化財として函館博物館が所蔵。（文化庁・文化遺産オンライン）
- 砂館神社 道南・檜山の上ノ国町の神社。寛正3年（1462年）夏に、武田信広が居城に毘沙門堂を建立したもので、明治の神仏分離の際に砂館神社に改称した[16]。『寛永諸家系図伝』や『新羅之記録』など近世初頭の史料において言及されている。
- 上ノ國八幡宮 上ノ国町の神社。文明5年（1473年）松前藩始祖武田信広が勝山館（現 国指定史跡勝山館跡）に守護神として創祀、舘神（舘神八幡宮）と称した。上ノ国三社（夷王山神社、砂館神社と併せて上ノ国三社という）の一社[17]本殿は元禄12年（1699年）の建立で北海道内に現存する神社建築では最古に属する[18]。
- 矢不来天満宮 北斗市の神社。道南十二館の1つである茂別館の跡地にある神社である。嘉吉3年（1443年）南部氏に敗れた安東盛季によって築かれたとされる。15世紀に矢不来海岸に流れ着いたという御祭神の菅原道真公の像を祭ったのが始まりとされているなど言い伝えは多い。
- 太田山神社 せたな町の神社。嘉吉年間（1441 - 1443年） に創立されたと伝えられている。道南五大霊場の一つ。
- 山上大神宮 道南・函館にある神社。応安年間（1368 - 75年）に藤坊という修験者が伊勢神宮の分霊を現在の函館市郊外にあたる亀田赤川村に祀ったのが始まりである。
- 亀田八幡宮 道南・函館にある神社。明徳元年（1390年）、河野加賀守森幸が氣比神宮から八幡神を奉遷したと伝わるが創建年は諸説あり室町時代末期に創建された可能性もある。
- 函館八幡宮 道南・函館にある神社。文安2年（1445年）、亀田郡の領主であった河野政通が函館・元町に城を築く際、城の鎮守として城域東南隅に八幡神を勧請したのに始まると伝えられる。
- 石崎八幡神社 道南・函館にある神社。創建年代は不詳。永享年間（1429 - 1441年）本村の創始者平氏盛阿彌、深く八幡神社の御祭神を尊信し祭祀を執行して来たことに始まっているとされる。
- 住三吉神社 道南・函館にある神社。創立年代未詳だが、口碑によれば鎌倉時代とされている。安永年間に再建されている。
- 月崎神社 福島町の神社。創建年代は不詳。明応元年（1492年）に再建されたという記録がある。
- 徳山大神宮 松前町の神社。創建年代は不詳。天正10年（1582年）には領主蛎崎季広が蔵町に遷座して伊勢堂から神明社と名称を改めた。

### 諸社の起源（明治以前）

#### 館神と八幡神社

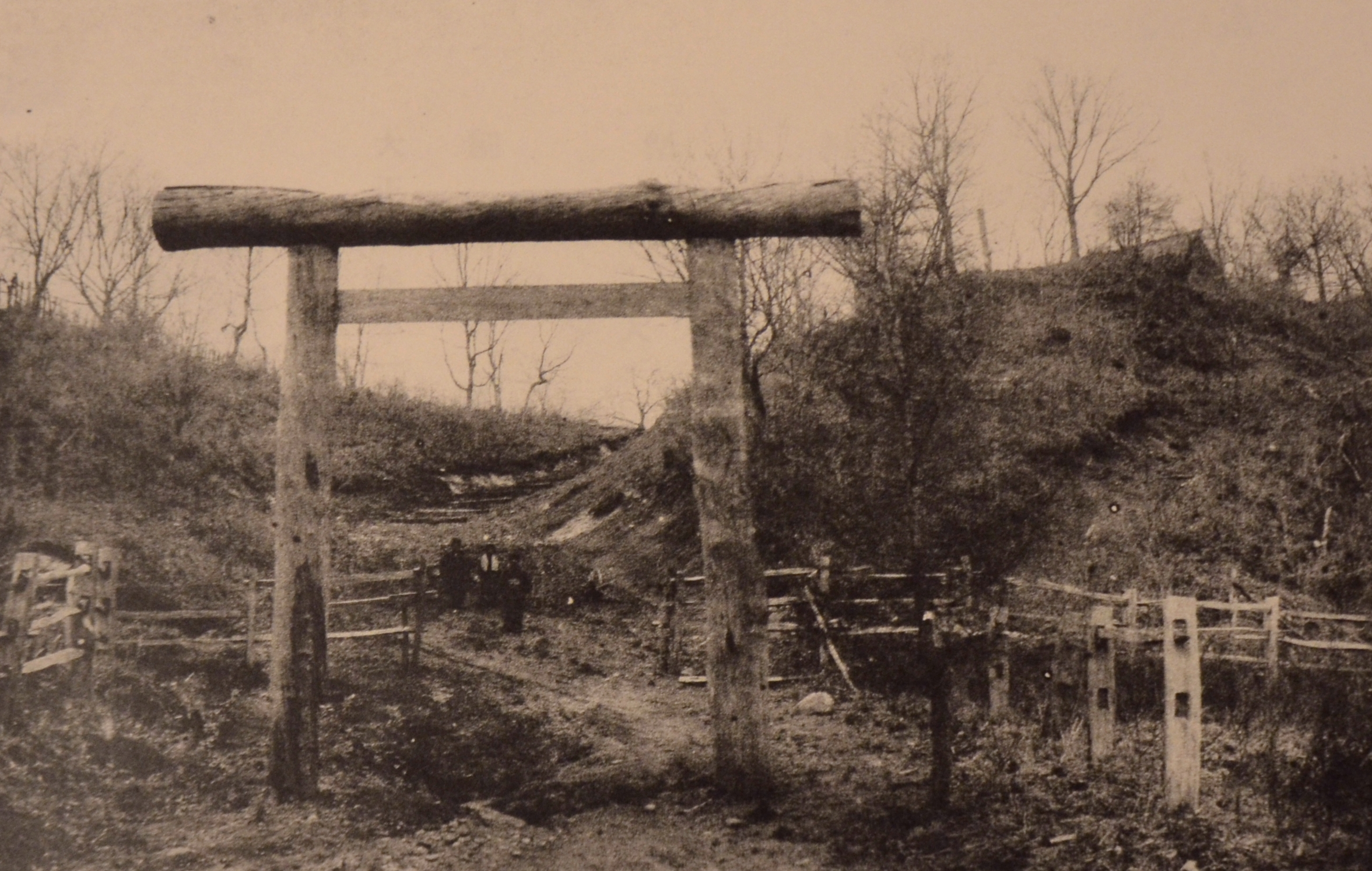
寛政11年（1798年）に平取に建立された義経神社は八幡神社の一種と考えることもできる。

いちおう、蝦夷地は安東氏の管領ということになっていたが、実際には色々な豪族が土着して館（砦）を構えていた。彼らはその館に神社を建て、これを館神と称していた。館神では武神である八幡大菩薩・八幡神を祀った。このような神社は道南に多い。
江戸時代の中頃からは蝦夷地へのロシア人の関与が幕府の懸案となった。幕府は箱館奉行所を設けた上で蝦夷地の一部を公儀御料（幕府直轄領）とし、東北地方の諸藩に警固を命じた。こうして北海道の僻地のあちこちに到着した警固の武士によって建立された神社は、その多くが武神として八幡神を祀り、のちに八幡神社となった。

#### 海神を祀る神社
早くから海産物を目当てに蝦夷地へ往来していた和人の中には、沿岸部に番屋を設けたり土着した者もいた。江戸時代の中期には松前藩が場所請負人や運上屋を制度化した。道南を中心に、沿岸部には彼らによって祀られた海神・水神や漁獲・商売の神仏を奉斎する神社が分布している。こうした神社は、どこかの神社から分霊や勧請によって創建されたというよりは、自然発生的な小祠が発展したものだと考えられている。
主なものは、恵美須堂、弁天社、金比羅社、厳島社、綿津見社などである。

#### 農業神・稲荷社
ロシアを警戒した幕府は、寛政11年（1799年）に北海道の一部を上知して直轄統治に乗り出す。このとき北海道でも稲作が試みられるようになった。これは冷涼な気候や凶作に阻まれて廃れるが、安政期（1854-1859）には再び行われて一定の成果を得た。明治中期以降になれば、稲作は石狩や胆振地方でも成功した。
また、寛政・文化年間（18世紀末から19世紀初頭）から移民があり、特に天保期（1830-1844）には東北地方の大飢饉を逃れた移民が増えた。
こうした農業移民によって祭祀されたのが稲荷社で、道南から道央にかけて多く建立された。
| 地域 | 村数  | 稲荷社 | 厳島社 | 弁天社 | 金比羅社 | 八幡社 | その他    |
| --- | ----- | ------ | ------ | ------ | -------- | ------ | --------- |
| 後志 | 101村 | 52社   | 5社    | -      | 4社      | -      | -         |
| 石狩 | 100村 | 7社    | -      | 7社    | 3社      | 3社    | -         |
| 日高 | 79村  | 12社   | -      | -      | 1社      | -      | 恵美寿社1 |
| 胆振 | 44村  | 3社    | -      | -      | 1社      | 2社    | 山神2     |
| 天塩 | 46村  | 2社    | 7社    | 9社    | -        | -      | -         |
| 十勝 | 51村  | 1社    | -      | 1社    | -        | -      | -         |
| 釧路 | 36村  | -      | -      | 4社    | -        | -      | -         |
| 根室 | 25村  | -      | -      | 1社    | 1社      | -      | -         |
| ※渡島（松前地）は除外されている。本表から、稲作のはじまった後志、石狩、日高、胆振地方に稲荷神社が集中し、道北（天塩）や道東（十勝、釧路、根室）では海・水神を祀る厳島社や弁天社・金比羅社が多いことが読み取れる。 |       |        |        |        |          |        |           |

### 松前藩
豪族の中から台頭した蠣崎氏によって道南で松前藩が成立した。蠣崎季広が天正10年（1582年）に創建した神明社は、明治期に周辺の多数の小神社を合祀して徳山大神宮となった。松前藩では寺社町奉行を置いて宗教統制を行った。江戸期には松前藩を通じて蝦夷地各地へ和人が入るようになり、松前城下を除いても蝦夷地には140の堂社があった。

#### 神職の制度化と白鳥氏
松前地では、中世から修験者などが土着し、世襲で神職を務めるようになった。福山城では、城の鎮護守として神明社（後の松前八幡宮）を建立し、その宮司は代々「白鳥氏」を名乗った。白鳥家は松前藩から国中社頭御役に任じられるとともに、神祗管領吉田家を通じて朝廷の官位を得て松前地の神職の長となった。白鳥家に関して現存する古文書は少ないが、歴代の宮司による『白鳥氏日記』には天明8年（1788年）から文久2年（1862年）の様子が記されている。神明社を筆頭に、松前城下で特に有力な神社を総して「松前七社」と称した。松前七社は宝暦年間に描かれた『松前江差屏風』にも描かれている。
松前地では白鳥氏のもとで神職や神事が整えられ、松前神楽に代表される神事の体系が制度化された。一方、蝦夷地の各地で「自然発生的に」登場した海・水神を祀る祠はこうした体系の外側にあった。

#### 松前神楽
松前神楽は道南の神社の特徴の一つで、道南の神社の祭祀では、必ず祭典の最後に奏する習わしとなっており、松前地の神職にとっては必須である。田楽と言うよりは神事の性格が強い。
起源ははっきりしないが、伝承では寛文2年（1662年）に初めて奏されたとされている。歴代の松前藩主によって保護され、延宝9年（1681年）には松前藩で大神事規約がつくられた。
檜山地方では「江差神楽」、後志地方では「渡島神楽」とも呼ばれたが、現在は概ね「松前神楽」で統一されている。北海道の無形文化財に指定されている。

## 開拓初期

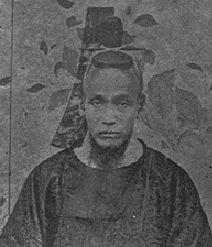
札幌神社を創建した島義勇

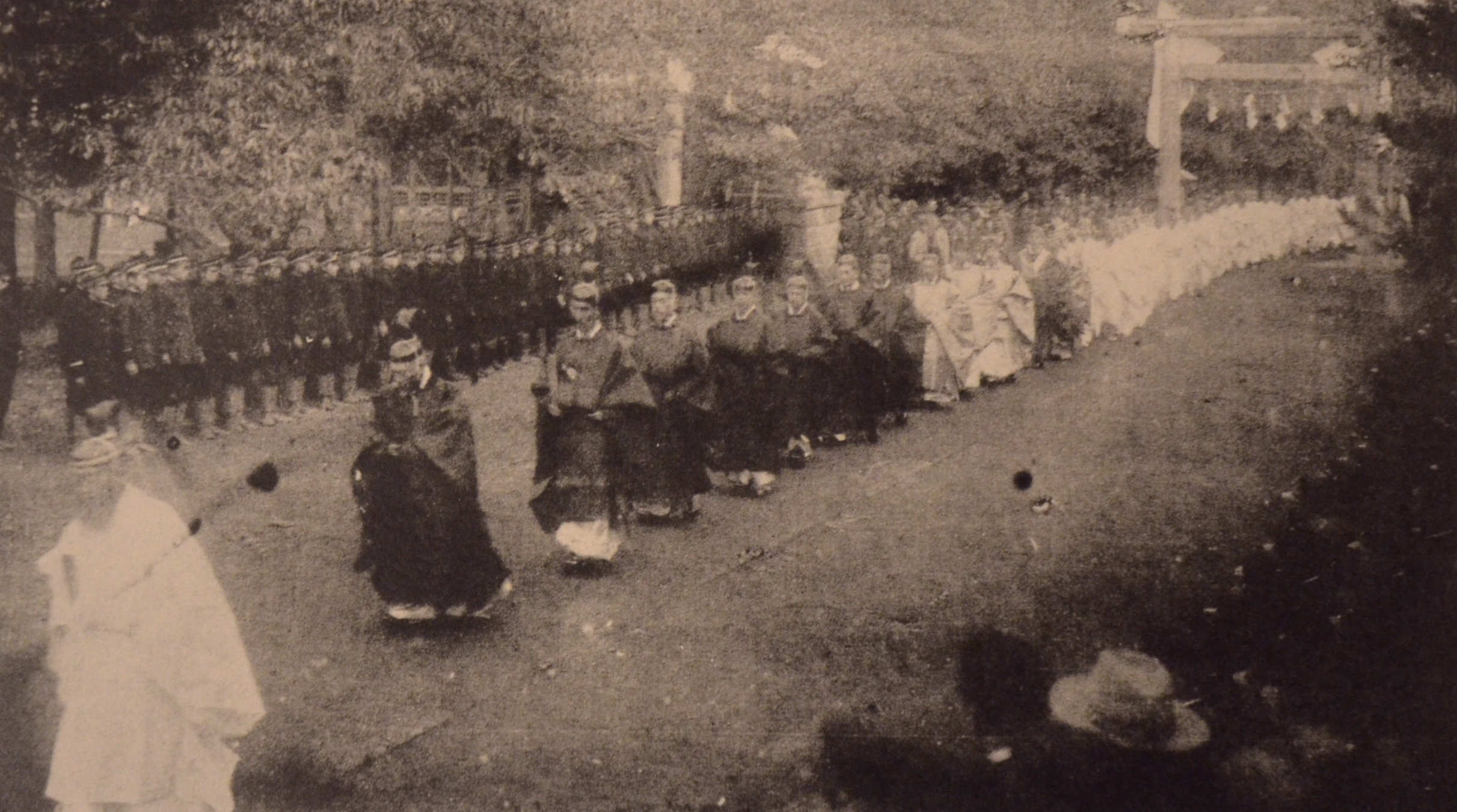
札幌神社に入内する奉幣使の行列

明治2年（1869年）9月に開拓長官に任ぜられた東久世通禧が北海道へ赴くにあたって、明治天皇から開拓三神として大国魂命、大己貴命、少彦名命の三柱の奉遷が下された。北海道鎮座神祭を行い、太政官から三面の神鏡が東久世通禧に託された。
東久世通禧の名代として実際に札幌に赴任したのは島義勇で、島によって開拓神勅祭社（現在の北海道神宮）創建の計画が立案された。島はまもなく罷免されてしまうが、新神社創建の事業はおおむね島の計画に沿って進められ、明治4年（1871年）に札幌神社と命名して遷宮された。6月15日を例祭日とし、当日は全道民が休業し参拝・遥拝するように開拓使によって布告された。（詳細は北海道神宮#歴史を参照。）
札幌神社は明治6年（1873年）には官幣小社まで昇格し、皇典講究所も置かれ、以後北海道の神社行政の中心地となった。北海道では、国家の宗祀としての神社はこれが初めてのものである。これ以前の神社は武士や居住民が自己の信仰のために興したものであり、この点において弁別される。新地である北海道での札幌神社の創設は、後に台湾や樺太、朝鮮半島での外地神社の手本となった。

### 諸社の起源（明治期）

#### 故郷の神
明治期には北海道各地への入殖が推奨され、全国の村から数十戸から時には百戸を超す単位で団体入植が盛んに行われた。彼らの多くは祖霊・産土神として故郷の神社を建立して入殖先で祀った。
- 例
- 飛鳥山神社（江別市） - 熊本県からの入殖民が加藤清正を祀った。
- 弥彦神社（札幌市） - 新潟県からの入殖民が弥彦神社の分霊を祀った。
- 前田神社（共和町） - 入植した旧加賀藩士が前田利家を祀った。

#### 炭鉱の神
北海道では中世から砂金採取が行われ、開拓が始まると各所に鉱山が設けられた。特に空知地方では無数の炭鉱が拓かれたが、こうした炭山の神として大山祗神を祀る神社が設けられた。明治13年に創建された幌内神社がその嚆矢とされる。

#### 神明と開拓三神
郷里が異なる出身者が集まった地域や、後述する神社改正によって神社の合祀が行われた場合には、祭神を総べる形で神明（天照神）を祀るようになった。札幌神社で開拓三神を祀るようになると、新しく公認を得ようとする神社はこれに習って開拓三神を新たに主神とするものが現れた。基本的には官幣社からの分霊が禁じられていたが、札幌神社に限っては「特別神霊」として分霊が許され、新開地に開拓三神が祀られるようになった。

### 北海道神社改正
明治4年（1871年）に社格制度が定まると、北海道でもこれに則って北海道内の神社の調査に乗り出し、神仏分離や統廃合を行った。これを北海道神社改正と称する。当時は北海道といってもほとんどが未開拓で、神社改正の対象となったのはもっぱら道南地方だった。明治8年（1875年）から神社改正によって神社の公認が始まり、郷社や村社の社格決定を行った。
明治14年（1881年）の記録によると、函館県・札幌県・根室県（当時北海道は3つの県に分割されていた）の神社数は、函館県が370社、札幌県が150社、根室県が32社と、全道の3分の2の神社が道南に集中していた。一方、函館県の370社のうち203社は非公認の「雑社」だったが、札幌県では非公認神社は150社中36社である。これら道南の小神社の多くは、後の統廃合により激減した。
この頃の社格の認定は、概ね次のような傾向がある。
- 郷社 - 近世に漁村に建てられた主な神社（49社）
- 村社 - 幕末から明治初期に建てられた各地の中心的神社（231社）

#### 菊池重賢
北海道神社改正に大きな役割を果たしたのが、札幌神社の事実上の初代宮司である菊池重賢である。
菊池重賢はもともと吉田家の出自で、養子となって箱館八幡宮の神主となっていた。箱館が松前藩から幕府の天領に変わると、菊池重賢は箱館八幡宮が箱館の総鎮守であると称するようになった。箱館戦争では官軍に協力して遊軍隊を組織して戦果をあげ、褒章を得て新政府の北海道での神社政策に足がかりを得るとともに、松前藩・白鳥家の旧体制からの脱却に成功した。
菊池重賢は神祗官となって開拓使の一員となると同時に札幌神社の神職に任用された。東京へ赴いて北海道の神社行政全般について神祇省との折衝を行い、明治初期の北海道神社改正は菊池のもとで行われた。この中で函館八幡宮は県社に昇格をする一方、道南では神社の統廃合が多くなされた。

#### 道南地方
明治元年の松前では、将軍地蔵尊や大島大明神などの神仏混交的な祠堂が処分された。明治4年以降、神仏分離に基いて、古く混淆的な寺社が多い道南では仏像の撤去や社名・神名の改称が積極的に行われたが、内地のような廃仏毀釈の騒動には至らなかった。江差では神社の仏像が焼却されたり、由緒のはっきりしない小祠が廃されたが、大きな混乱は起きなかった。
多くの古い神社を有していた道南地方は北海道でもさきがけて郷社・村社の認定が行われたが、北海道全体の認定が進むと、郷社よりも村社のほうが氏子の数が多いなど、道南地方の社格認定の整合性が問題になってきた。その結果、明治8年に函館支庁下の郷社・村社の社格区分の更正があった。北海道庁の出張所がある、港が大きい、神社の社殿等の整備が行き届いている、といった神社を郷社とし、それ以外を村社とすることにした。道南の社格の最終的な確定は明治9年10月となった。江戸時代から「総鎮守」を自称し、開拓使が「崇敬社」としてきた函館八幡宮についても、その地位を見直す必要があり、ひとまず県社となり、明治10年（1877年）には国幣小社となった。
北海道では地理的な事情から神社明細の作成が遅れた。全道的な神社明細がひとまず完成するのは明治12年になった。ただし、これにも収録されない小さな無願神社がたくさんあった。
北海道全体ではその後も神社は増加したが、道南に限ると整理統合によって減少した。例えば、明治39年（1906年）から大正5年（1916年）までの10年間で、函館支庁では、公認神社が167社から107社に減った。同じ時期の桧山支庁では141社から42社に減っている。これらの多くは無格社や村社だった。道南以外では、たとえば空知地方では19社から33社へ逆に増えている。

## 北海道の特殊性
全国的には明治から昭和にかけて、神社の総数は半減したが、北海道では逆に増えた。

### 開拓移民と無願神社の乱立
明治15年（1885年）に北海道庁内に社寺兵事係が設けられ、神社行政を所轄することになった。
北海道では日本各地から入植移民があったが、多くの場合、彼らは出身地ごとにまとまって入植した。彼らが新たに開拓した土地には故郷の産土神を祀る傾向があり、北海道では現在も様々な土地に由来する神社を各地にみることができる。また、異なる地方の出身者が入植した土地では、天照神を祀る神明社や札幌神社から分霊した開拓三神を祀る神社を興した。入植当初の原野では、切り倒した大木の切り株に神棚を祀ったり、祭神名を記した棒を建てて、簡素な鳥居を設けた粗末な「神社」が設けられた。これらを「切株神社」や「棒杭神社」と称することもあった。
こうした未公認の神社は「無願神社」と呼ばれた。無願神社の乱立は、小神社を統廃合して格式ある神社の体系を築こうとする国策に全く反するものであった。しかし開拓地の最前線では、公認神社まで参拝するにはしばしば片道数日を要するような状況であり、また一家総出で開拓にあたる開拓者にとっては参拝のために数日留守にするような余裕もなかった。このため北海道では、小神社を削減するどころか、各地で新神社創立の申し出が後を絶たなかった。北海道庁はこうした事情を汲んで、無願神社の取締はあまり行わなかった。

### 北海道庁の神社行政
明治21年（1891年）に神社公認の権限が内務省神社局から北海道庁へ移管となった。それまではいちいち内務省へ許可を受ける必要があった神社の取り扱いを、北海道で判断できるようになった。これは全国的にも北海道に限られた特別なことだった。
明治27年（1897年）には村社の下にあらたに無格社を定め、公認の基準が緩和された。このため北海道内には、明治20年台から30年台に「公認」を受けて「創立」となった寺社が多い。明治34年（1901年）には「一町村一社の原則」を、翌35年（1902年）には「社寺規定」を定め、公認神社の基準を定めた。

#### 一町村一神社
各町村の中心地にある神社を公認神社とするもの。それ以外の神社は未公認神社として、各地の神職が所斎するものとした。

#### 社寺規定
明治35年（1902年）2月の社寺規定による公認基準は次のようになっている。
- 境内地 - 300坪以上
- 社殿 - 6坪以上
- 永続資本 - 500円
  - または所有不動産からの実収益が毎年75円以上
- 信徒数 - 氏子100戸以上 または 信徒300人以上

この基準は各地の新しい無願神社を公認神社とするための整備の目安となった。明治39年（1906年）には「社寺仏堂廃合の件」という指針を示し、公認神社のない地域では無願神社を整備して公認の要件を整えるよう指導した。境内地や社殿・財産の整備と氏子や信徒数には社格相応の水準が求められ、各戸長や町村長らの首長には、各地の神社に出向いて確認することになった。
これらによって、大正初期までに北海道内の神社数は3割ほど減少した。ただし、削減されたのはもっぱら道南地方の神社で、北海道全体の減少数が161社なのに対し、道南だけで159社が減少した。（新たに増えた神社もあるので、道南以外では2社しか減少していないということではない。）

## 国家神道の強化

### 神饌帛進料供進制度
明治39年には、神饌帛進料供進制度が導入された。これは神社の祭礼に際し、地方長官が指定する神社に公金が支出される制度である。官国幣社には国庫から、府県社・郷村社には地方団体からの支出が行われた。北海道の場合は県社には北海道地方費が、郷社には区や町村から供進金が出た。明治39年当時は、府県社に10円、郷社には7円、村社には5円が支出された。これは総ての郷社、村社に自動的に支出されるものではなく、郷社や村社に列格されていても、公金が出るところとそうでないところがあった。例えば大正5年の北海道で実際に公金が支出された神社の割合は、県社(100%)、郷社（60%）、村社（28%）だった。札幌神社（官幣大社）の場合、大正14年の供進金は3283円であった。

### 大正期
大正時代に入って開拓事業がある程度進んでくると、北海道の特殊性も一段落したと考えられた。これを受けて、これまで全国の府県を対象としていた神社規定が改正され、北海道も加えられた。神社規定には細則として北海道神社規程が設けられた。

### 国家統制の強化
一町村一神社の方針に基づいて、各地の非公認神社でも神職を整えるようになった。明治末期には約550社、約100人に増加し、北海道神職会が組織された。
北海道神職会は、昭和12年には北海道神社協会（後述の北海道神社協会とは異なる。）に発展した。さらに戦時体制が強化され、大日本神祗会が発足すると、昭和17年にはその北海道支部となった。
神社では武運長久や国威掲揚が行われてきたが、昭和18年には戦局の悪化にともなって、神社の境内に防空壕を整備するようになった。

### 国・官幣神社
昭和20年に、北海道庁では新たに上川神社（旭川市）、住吉神社（小樽市）、八幡神社（室蘭市）を国幣社とする方針を立てた。しかし、終戦によってこれは実現しなかった。

### 護国神社
戊辰戦争以降、戦没者を祀るために全国に招魂社が創建された。特に兵部省など官費で祭祀されたものを官祭招魂社と言い、北海道内には函館、松前、江差の招魂社がこれに当たる。一方、私費で祭祀されたものは私祭招魂社と呼ばれ、旭川、札幌の招魂社がこれに当たる。
昭和14年には全国の招魂社が護国神社と改称された。一般に護国神社は官費が支出され、一府県に一社とされたが、北海道は広いため特例として三社が指定された。府県社に準じるものとして、指定護国神社に北海道護国神社、札幌護国神社、函館護国神社ができた。一方、村社に準じるものとして、松前（福山）護国神社と江差護国神社が指定外護国神社となった。

## 戦後
GHQの神道指令によって国家神道が解体されると、全国の神社は新たな宗教団体として神社本庁を組織した。北海道でも北海道神社庁が結成された。道南の神社ではこれとは別に北海道神社協会を組織した。
公認された神社のうち、これらに所属しない神社は単立神社と呼ばれる。このほか大半の神社が未公認の神社となっている。
平成11年（1999年）の『北海道神社庁誌』によると、各神社の数は下記の通り。
- 北海道神社庁 604社
- 北海道神社協会 61社
- 単立社 69社
- 未公認神社 1925社
  - ※これらには千島・樺太の神社は含んでいない。

### 北海道神社庁
昭和21年（1946年）に神道指令を受けて大日本神祗会は解散した。これによって、従来の社格は破棄され、各神社は優劣の序列のない各個の宗教団体となることとされるが、従来の神道界の秩序が乱れることを憂慮した神社が集まって、神社本庁を創設した。これにはそれまでの大日本神祗会に属していた大半の神社が参加した。北海道では当初539社によって北海道神社庁が組織され、現在は北海道の神道系の宗教法人の8割に当たる約600社が加盟している。

### 北海道神社協会
元来、開拓民による新開地の神社とは性格を異にしてきた道南地域、特に渡島の神社は、北海道神社庁に参加しなかった。当時の記録によれば次のような理由を挙げている。
- 北海道全道の組織を作っても、一堂に会して会議をするのも大変である[注釈 6]。
- 中央と連絡をとるにあたって、札幌の支部を経由するのは不便である。当時は東京との往来は船と列車によるものであり、北海道の南端の函館からいちど札幌へ行き、それから再び函館を経由して東京へ向かうというのはいかにも不合理である[58]。
- いずれにせよ道南でも支部を作る必要があるが、その場合は神社本庁、北海道神社庁、同道南支部と3つ組織への負担が生じるが、道南で独立すれば2つで済む[58]。

道南では江戸時代から伝わる松前神楽の伝統があり、神事では必ず神職がこれを奏することになっていた。また上述の通り、神仏分離や神社整理による神社の統廃合を受けたのはもっぱら道南の神社に限られており、こうした特殊性も一因とすることができる。
道南の神社（主に渡島地方の神社）は北海道神社庁には参加せず、独自に北海道神社協会を創設した。2006年時点では61社が参加している。

### 政教分離問題
札幌神社は昭和39年に明治天皇を合祀して北海道神宮となった。6月15日の例祭日は札幌祭りとして行われてきたが、昭和40年代には、北海道神宮の祭典に際して市内の町内会で募っている寄付が事実上強制であるとして問題視する動きがあった。
6月15日の例祭日は、札幌祭りとして札幌市内の公立学校も休校や半日のみの授業となっていた。これに対し、政教分離の観点から異論を唱える者もあった。6月15日は郷土の日として現在も公立学校は半日授業となっている。
平成22年（2010年）には砂川政教分離訴訟の判決があり、注目を集めた。